# Polemonium viscosum
Polemonium viscosum är en blågullsväxtart som beskrevs av Thomas Nuttall. Polemonium viscosum ingår i släktet blågullssläktet, och familjen blågullsväxter. Inga underarter finns listade i Catalogue of Life.

## Bildgalleri

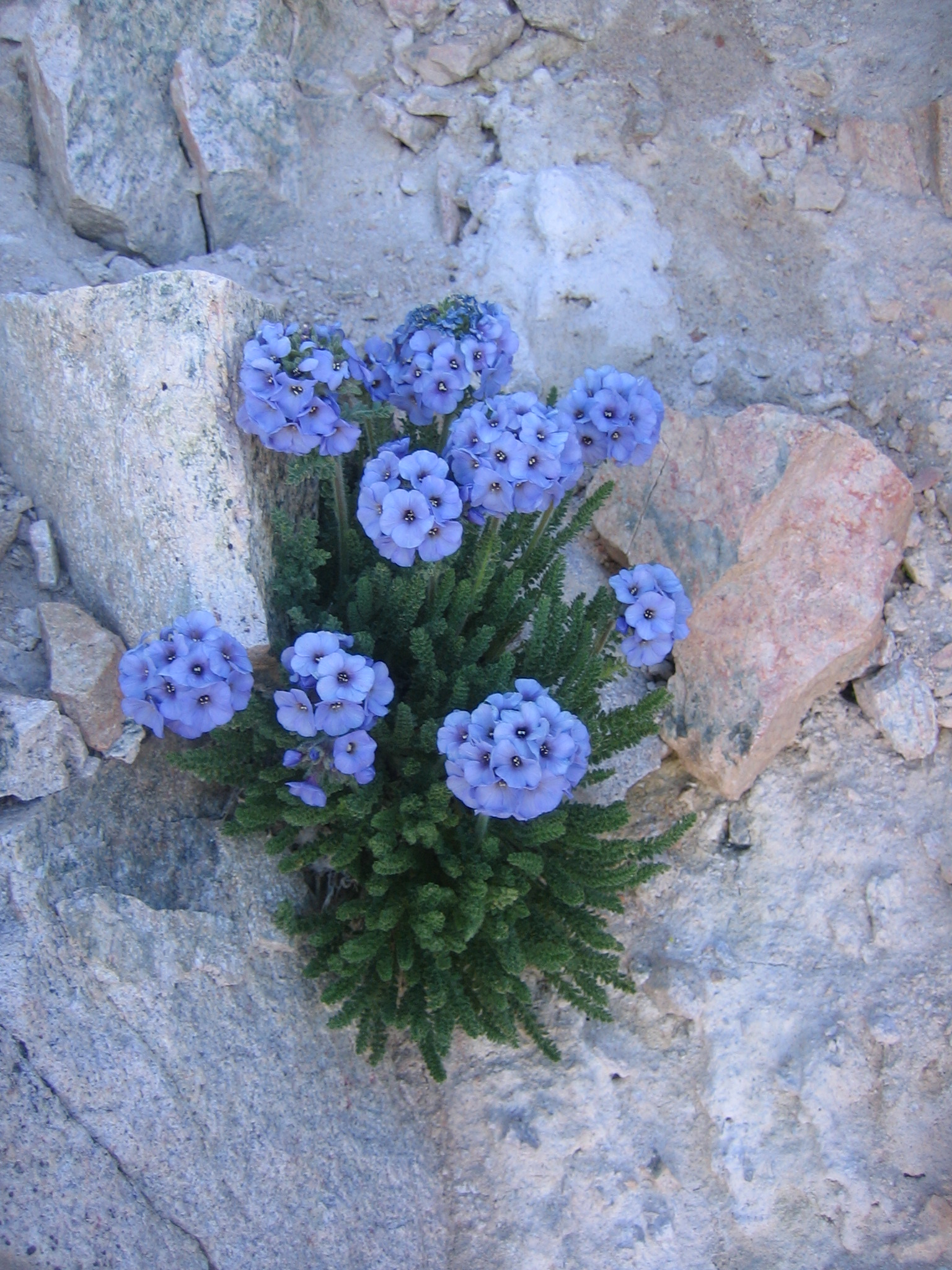
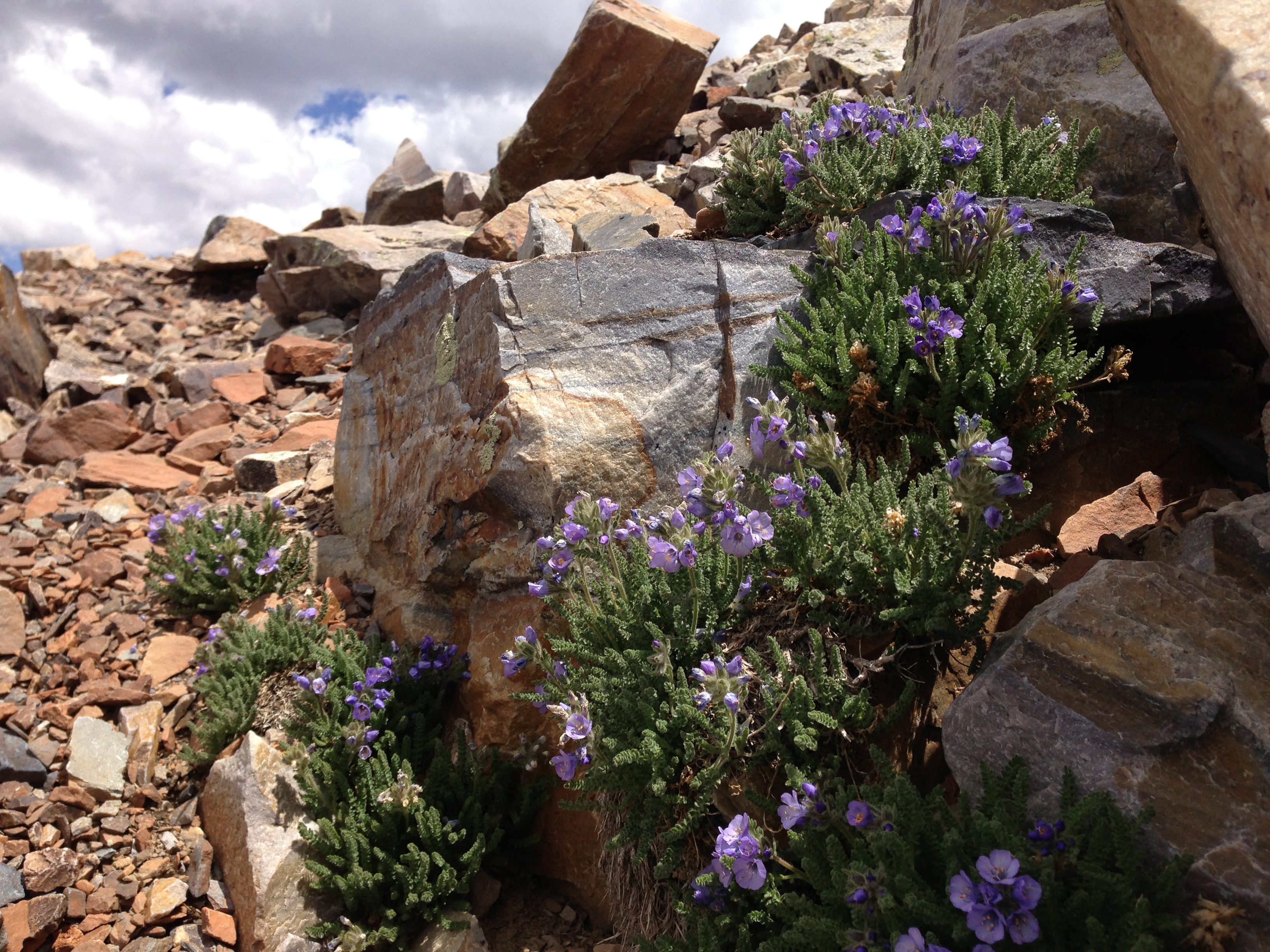
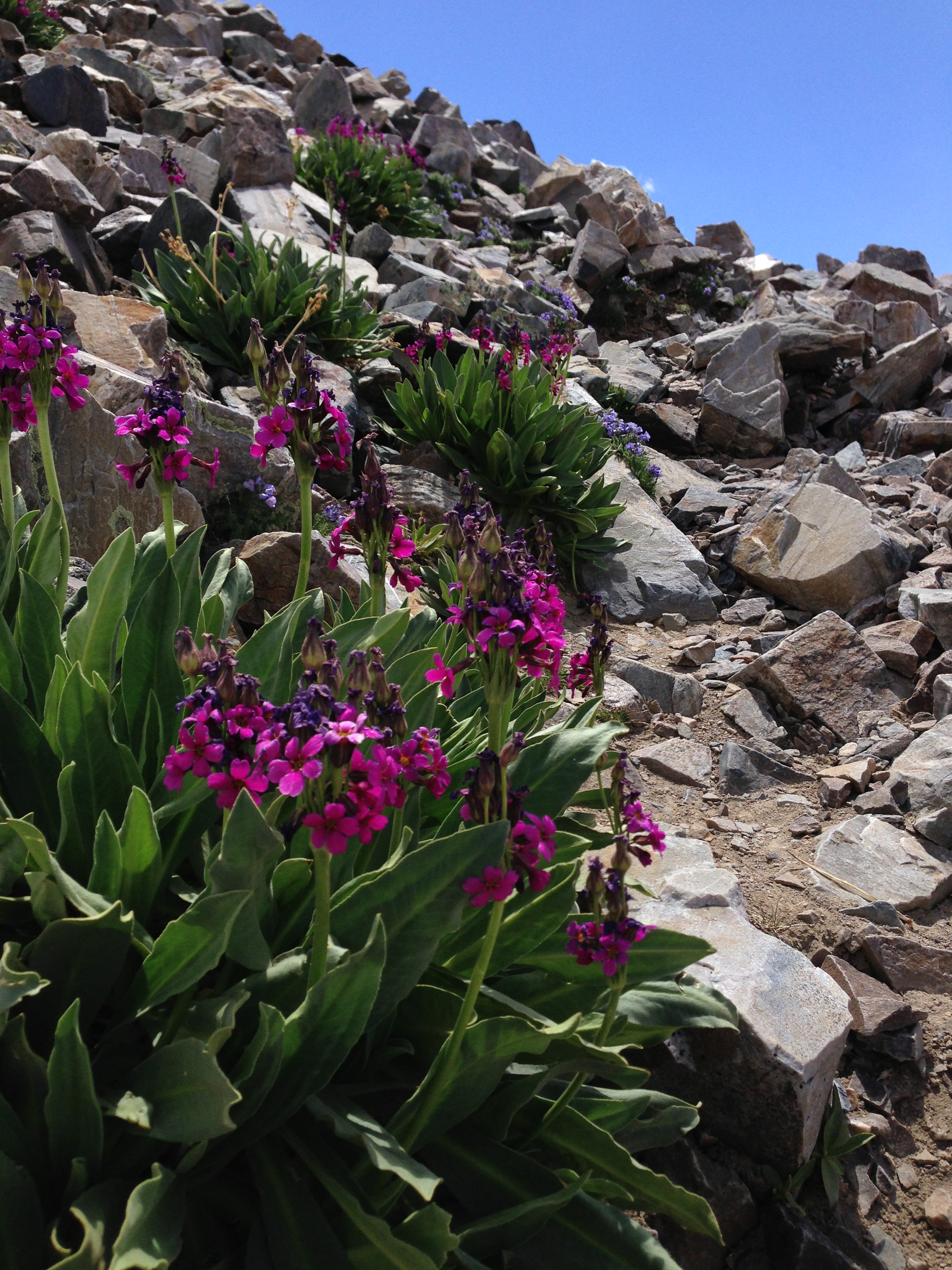